# Johnny & Clyde
Johnny & Clyde is een Amerikaanse actiefilm uit 2023, geregisseerd door Tom DeNucci. De film kreeg een 0%-score op de website Rotten Tomatoes, wat betekent dat het alleen negatieve recensies heeft ontvangen in publicaties.

## Plot
Johnny en Clyde zijn twee seriemoordenaars die hartstochtelijk verliefd zijn en zich bevinden in een eindeloze misdaadgolf. Ze hebben hun zinnen gezet op het beroven van een welvarend casino, eigendom van misdaadbaas Alana en bewaakt door een demonische slachter die zij aanstuurt.

## Rolverdeling
- Avan Jogia - Johnny
- Ajani Russell - Clyde
- Megan Fox - Alana Hart
- Bai Ling - Zhang
- Vanessa Angel - Susan
- Armen Garo - Randall Lock
- Robert LaSardo - "Candlestick"
- Tyson Ritter - Guy
- Nick Principe - Butcher / Bakwas
- Sean Ringgold - "One Time"
- Brett Azar - "Honey"